# Мосош
Мосош (порт. Mouçós)  —  населённый пункт и район в Португалии,  входит в округ Вила-Реал. Является составной частью муниципалитета  Вила-Реал. По старому административному делению входил в провинцию Траз-уж-Монтиш и Алту-Дору. Входит в экономико-статистический  субрегион Доуру, который входит в Северный регион. Население составляет 2906 человек на 2001 год. Занимает площадь 23,54 км².
Покровителем района считается Иисус Христос (порт. Divino Salvador).